# Dinosaur Provincial Park
Der Dinosaur Provincial Park (zu deutsch Dinosaurier-Provinzpark) ist ein Provinzpark in der kanadischen Provinz Alberta. Er befindet sich etwa 250 km östlich von Calgary, 48 km nordöstlich der Ortschaft Brooks im County of Newell. Der Park liegt in den Kanadischen Badlands im Flusstal des Red Deer Rivers und ist bekannt als eine der reichsten Fundstellen von Dinosaurierfossilien weltweit.
Fossilfunde aus dem Park werden in Museen der ganzen Welt ausgestellt, darunter das Royal Tyrrell Museum of Palaeontology in Drumheller, das etwa 100 km nördlich im Midland-Provinzpark liegt. Die Dinosaurier-Park-Formation, in der sich die meisten Fossilien befinden, ist etwa 75 Millionen Jahre alt und gehört stratigraphisch in das Campanium, der vorletzten Stufe der Kreidezeit, rund 10 Millionen Jahre bevor das Mesozoikum (Erdmittelalter) endete. Zu dieser Zeit war Alberta eine subtropische Küstenlandschaft.
Der Park bildet ein einzigartiges Ökosystem inmitten der ihn umgebenden Prärie. Zu den vorkommenden Pflanzenarten gehören Cottonwood-Bäume (eine amerikanische Pappel) und Kakteen. Unter den zahlreichen Tierarten sind Kojoten, Antilopen, Kanadagänse, Klapperschlangen und Strumpfbandnattern.
Der Park besitzt eine Ausdehnung von etwa 73,3 km² und gehört damit zu den größeren der Provincial Parks in Alberta. Er besteht als Provinzpark seit 1955 und wird als Schutzgebiet der IUCN-Kategorie Ia (Strenges Naturreservat) eingeordnet. Im Jahr 1979 wurde er wegen seiner beeindruckenden Landschaft sowie den Fossilienfunden zum UNESCO-Welterbe erklärt und gehört damit zu den ersten ernannten Welterbestätten.